# Син вітчизни
Син вітчизни (рос. Сын оте́чества) — російський журнал XIX ст; виходив у Санкт-Петербурзі з 1812 по 1852 рік (з перервами) й вплинув на розвиток суспільної думки та літературне життя в Росії. Під такою ж назвою виходив журнал з 1856 по 1861 рік, газета з 1862 по 1901 рік.

## Журнал Греча
Журнал виходив щотижня (по четвергах). Редактором-видавцем був викладач словесності петербурзької гімназії та секретар цензурного комітету М. І. Греч.
До 1825 журнал був одним з найбільш впливових і популярних російських журналів; тираж досягав 1200-1800 примірників.